# Estátua equestre de Pedro de Valdivia
A Estátua equestre de Pedro de Valdivia é uma escultura em bronze que representa o conquistador Pedro de Valdivia no ato de fundação da capital chilena. Está localizada na Praça de Armas da cidade de Santiago, no Chile. Obra do escultor Enrique Pérez Comendador, foi inaugurada em 25 de julho de 1963, em sua localização original no acesso norte do cerro Santa Lucía.
A estátua, que foi doada pela comunidade espanhola residente no Chile em comemoração aos 150 anos da independência chilena, e feita com o bronze de canhões de guerra de navios hispânicos, foi reposicionada definitivamente em 1966 para o canto nordeste da Praça de Armas, em frente ao Edifício da Prefeitura de Santiago. Em 22 de abril de 1973, a primeira manifestação LGBT no Chile aconteceu no local onde está a estátua.
Até 1999, a escultura estava direcionada para o leste, voltada para a saída da praça, mas após uma polêmica sobre o assunto, foi realocada em sentido contrário, virada para a Catedral.